# Facino Stefano Ghilini
Facino Stefano Ghilini (... – Bobbio, 1472) è stato un monaco cristiano, abate e vescovo cattolico italiano.

## Biografia
Figlio di Simonino Ghilini - patrizio alessandrino della casata dei Ghilini, già favorito del duca di Milano Filippo Maria Visconti - Facino Stefano fu monaco benedettino cistercense, provvisto dell'abbazia di san Paolo di Missano, nel piacentino, e del priorato di san Giovanni de' Pani nella diocesi di Alessandria. Le istanze di Facino Stefano presso il duca Filippo Maria gli ottennero dal Concilio di Basilea l'elezione ad abate della Basilica di sant'Ambrogio di Milano il 14 giugno 1436, di cui già da tre mesi ne era amministratore.
Già nel 1437 fu costretto a rinunciare all'incarico di abate e ancora nel 1451 era ancora in contestazione con il cugino Biagio, abate di sant'Ambrogio dal 1440 (1437?) al 1471, per questioni riflettenti l'amministrazione passata.
Il 31 ottobre 1465 fu eletto vescovo di Bobbio da papa Paolo II.
Morì a Bobbio nel 1472.